# 浪涌保护器
浪涌保护器（Surge protector或Surge protection device），也称電湧保護器，是電子設備對雷電或突波防護中不可缺少的一種裝置。突波保護器的作用是利用氣體放電管或壓敏電阻等的元件，把串入電力或信號傳輸線的暫態過電壓如強大的雷電或突波流泄流入大地，將設備或系統電壓範圍限制所能承受的範圍內，使被保護的設備或系統不受電壓突波的衝擊而損壞。

## 定義
突波保護裝置（SPD）和突波電壓抑制器（TVSS）通常用於安裝在配電盤、製程控制系統、通訊系統和其他重載工業系統中的電氣設備，用於防止瞬間突波電流和電壓尖峰，包括由閃電引起的突波電流和電壓尖峰。這些設備的縮小版本有時會安裝在住宅服務入口配電盤中，以保護家庭設備免受類似危險。

## 外部連結
- Surge Protection in Low-Voltage AC Power Circuits: An 8-part Anthology （页面存档备份，存于） A comprehensive compilation of papers and articles published 1963-2003, hosted by the National Institute of Standards and Technology (NIST), an agency of the US Commerce Department.
- NEMA Surge Protection Institute （页面存档备份，存于）